# 哈爾米利耶
35°55′25″N 6°37′09″E / 35.923532°N 6.619263°E
哈爾米利耶（阿拉伯语：‎），是阿爾及利亞的城鎮，位於該國東北部烏姆布瓦吉省，由艾因凱舍拉區負責管轄，面積131平方公里，2008年人口8,036，人口密度每平方公里61人。